# Anningerhaus
Das Anningerhaus ist eine Schutzhütte im Wienerwald.

## Lage
Das Haus befindet sich am Anninger auf 624 m ü. A. in der Gemeinde Gaaden, Bezirk Mödling in nächster Nähe zum Sender Anninger.

## Geschichte des Anningerhauses
Der Verein der Naturfreunde in Mödling vom Jahre 1877 errichtete im Jahr 1878 eine Unterstandshütte beim Buchbrunnen, daraus entstand durch Erweiterungen und Ausbau das erste, 1893 eröffnete Anningerhaus. Dieses Bauwerk wurde insgesamt drei Mal bedeutend vergrößert, zuletzt 1905.
Am 30. Oktober 1910 brannte das Haus, ein Holzbau mit Korksteinwänden, wahrscheinlich infolge eines unsachgemäß angeschlossenen (zwei Räume beheizenden) Ofens bzw. Mangels an Löschwasser, bis auf die Grundmauern ab; heute ist davon nur mehr die Brunnenfassung zu erkennen.
Nach Bau und Nutzung einer Nothütte wurde, nach diversen, bisweilen kontroversen Aktionen zur Sicherstellung von Finanzmitteln sowie der Ausschreibung eines Planungswettbewerbs, 1911/1912 das Anninger-Schutzhaus an der heutigen Stelle beim Eschenbrunnen, auf einem Grundstück des Stiftes Heiligenkreuz, erbaut und am 20. Juli 1912 eröffnet.
Während des Ersten Weltkrieges wurde die Warte als militärischer Beobachtungsposten verwendet, sodass das Schutzhaus während dieser Zeit nicht benutzbar war. Nach dem Krieg konnten allerdings die für den Nachrichtendienst verlegten Telefonleitungen weiterverwendet werden.
1945 brannte auch dieses Haus in den letzten Kriegstagen ab. Erst 1959 wurde das heutige Anningerhaus wieder errichtet.

## Die Kaiser-Jubiläumswarte

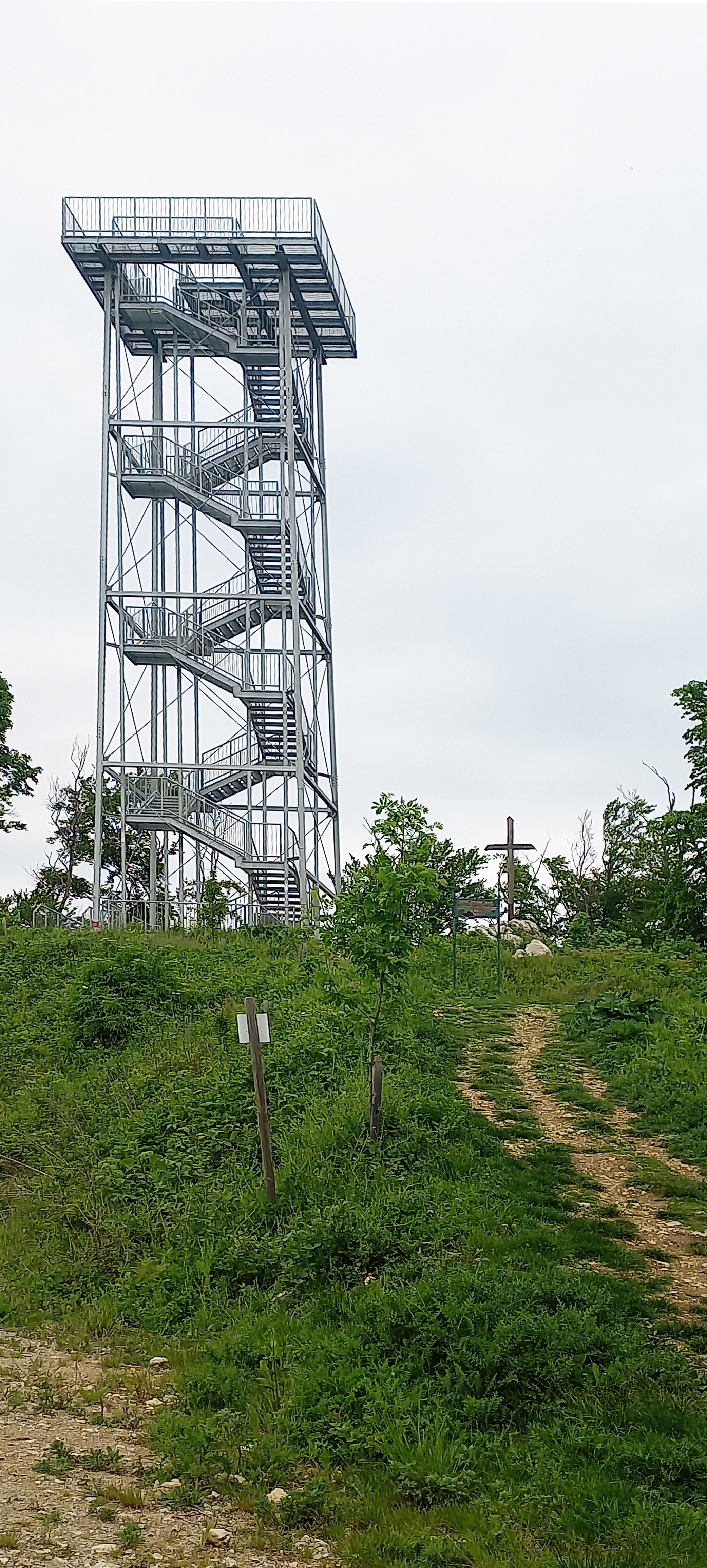
Jubiläumswarte am Eschenkogel mit Zugang 2025

Die Kaiser-Jubiläumswarte war eine 15 Meter hohe Aussichtswarte auf dem Eschenkogel (653 m) unweit des Anningerhauses. Sie wurde am 3. Juli 1898 vom Verein der Naturfreunde zu Ehren von 50 Jahren Regentschaft Kaiser Franz Josephs als eine Eisenconstruction von drei Stockwerken Höhe und einem Unterbau eröffnet. Sie wurde wegen Baufälligkeit 2021 abgerissen und durch eine neue Warte ersetzt.